# Heinrich Grimberg

Heinrich Grimberg

Heinrich Grimberg (* 26. Juni 1833 in Bochum; † 24. März 1907 ebenda) war ein deutscher Gewerke und Bergbau-Unternehmer. Er gehörte zu den einflussreichsten Unternehmern im Bergbau des 19. Jahrhunderts.

## Leben
Grimberg wurde 1833 als Sohn von Heinrich Moritz Grimberg (1803–1866) und Elisabeth Grimberg (1798–1867) in einer etablierten Bochumer Bürger- und Bauernfamilie geboren. Sein Vater war als Gast- und Landwirt tätig und Magistratsmitglied in Bochum.
1857 heiratete Grimberg Wilhelmine Venneman (1836–1904), eine Tochter des Unternehmers Johann Hermann Venneman (1798–1845). Gemeinsam hatte das paar neun Kinder.

## Wirken
1856 gründete Grimberg zusammen mit dem Essener Kaufmann Theodor Sprenger in Eving die Zeche Minister Stein.
1872 gründete er zusammen mit Fritz Funke, Carl Ernst Korte, Johann Wilhelm Schürenberg, Carl Waldthausen und Friedrich Wilhelm Waldthausen die Zeche Lothringen in Gerthe.
1873 gründete er zusammen mit Friedrich Grillo die Zeche Monopol in Kamen und Bergkamen.
1894 gründete er zusammen mit dem Kamener Bohrunternehmer Carl Julius Winter die Bohrgesellschaft Wintershall in Heringen an der Werra mit Sitz in Bochum.

## Sonstiges
1933 beschrieb seine Tochter Maria Marckhoff in ihren handschriftlichen Lebenserinnerungen auch den Werdegang ihres Vaters, sie werden heute im Westfälischen Wirtschaftsarchiv aufbewahrt.